# Білл Нельсон (музикант)
Білл Не́льсон (англ. Bill Nelson; 18 грудня 1948, Вейкфілд, Велика Британія) — справжнє ім'я Вільям Нельсон (William Nelson), вокаліст, гітарист, клавішних, перкусіоніст, композитор, автор текстів, продюсер.

## Біографія
Наприкінці 1960-х років Нельсон почав виступати з різними аматорськими гуртами, наприклад, The Teenagers, Gentle Revolution та The Global Village. З останнім він зробив у власній домашній студії свої перші записи, а 1971 року вийшов його сольний альбом «Northern Dream».
1972 року музикант став на чолі групи Be Bop Deluxe, якою керував протягом шести років і з якою здобув найбільший успіх у своїй кар'єрі. Залишивши Be-Bop Deluxe, Білл спрямував свої творчі сили на утворення власної формації, і таким чином 1979 року утворився гурт Red Noise. Записаний того ж року альбом «Sound-On-Sound» виявився досить динамічним, але занадто заплутаним дебютом гурту.
Незабаром Нельсон повернувся до сольної діяльності і виданий у цей період його власною фірмою «Cocteau Records» сингл «Do You Dream In Colour» зайняв 52 місце у британському чарті. Проте записаний 1981 року для фірми «Mercury» альбом «Quit Dreaming & Get On The Beam» досяг британського Top 10.
Далі, після нетривалого періоду співпраці з «Mercury» музикант головним чином записував у домашній студії ліричні, що спонукали на роздуми, альбоми. Також Нельсон був дуже винахідливим продюсером і взяв участь у записах багатьох гуртів нової хвилі.
На розчарування багатьох прихильників, після розпаду Ве-Вор Deluxe, Нельсон рідко брав у руки гітару, змінивши її на клавішні та семплери, за допомогою яких складав музику до фільмів і театральних вистав. Серед робіт над останніми вирізнялись музичні ілюстрації до вистав «Das Kabinett» та «La Belle La Bete», поставлених «Yorkghire Actors Company» та виданих на платівках.
Багато творів Нельсона, що походили з 1980-х років, вважаються капризними, розтягнутими композиціями, яким рішуче бракувало внеску з боку інших музикантів. Власні альбоми музиканта тиражувались виключно його фан-клубом, однак така елітарність не завжди супроводжувалась якістю. Однак нарешті 1991 року записаним для незалежної фірми «Imaginary» альбомом «Luminous» Нельсон повернувся до дуже рішучого стилю, який був притаманний його роботам у 1970-х роках.

## Дискографія
- 1971: Northern Dream
- 1981: Quit Dreaming & Get On The Beam + Sounding The Ritual Echo (Atmospheres For Dreaming)
- 1981: Das Kabinett (The Cabinet Of Doctor Caligari)
- 1982: The Love That Whirls (Diary Of A Thinking Heart)
- 1982: La Belle Et La Bete (Beauty & The Beast)
- 1982: Permanent Flame — The Beginners Guide To Bill Nelson (бокс-сет з п'яти синглів)
- 1982: Flaming Desire & Other Passions (бокс-сет з семи синглів)
- 1983: Chimera (mini-LP)
- 1983: Savage Gestures For Charms Sake
- 1984: Vista Mix
- 1984: Trial By Intimacy — The Book Of Splendours
- 1984: Summer Of God's Piano
- 1984: Pavillions Of Heart & Soul
- 1984: Catalogue Of Obsessions
- 1985: Getting The Holy Ghost Across
- 1985: Trial By Intimacy
- 1985: The Two-Fold Aspect Of Everything
- 1986: Living For The Spangled Moment
- 1986: Orchestra Arcana — iconography
- 1986: Map Of Dreams
- 1987: Chance Encounters In The Garden Of Lights
- 1988: Optimism
- 1989: Duplex — The Best Of Bill Nelson
- 1989: Demonstrations Of Affection
- 1991: Luminous
- 1992: Blue Moon & Laughing Guitars
- 1995: Practically Wired… Or How I Became Guitarboy
- 1995: Crimsworth (Flowers Stones Fountains & Flame)
- 1995: Box-Set
- 1995: Culturemix With Bill Nelson
- 1996: After The Satellite Sings
- 1996: My Secret Studio. Vol.1
- 1997: Confessions Of Hyperdreamer
- 1997: Electricity Made Us Angels
- 1997: Buddha Head

### The Global Village
- 1970: A To Austra
- 1970: Astra Navigations

### Red Noise
- 1979: Sound On Sound